# Tonga en los Juegos Olímpicos de Londres 2012
Tonga participó en los Juegos Olímpicos de Londres 2012 con un total de tres deportistas, dos hombres y una mujer, que compitieron en dos deportes. El responsable del equipo olímpico es el Comité Olímpico Tongano.
El portador de la bandera en la ceremonia de apertura fue el nadador Amini Fonua. El equipo olímpico tongano no obtuvo ninguna medalla en estos Juegos.

## Deportistas
La siguiente tabla muestra el número de deportistas en cada disciplina:
| Deporte   | Hombres | Mujeres | Total |
| --------- | ------- | ------- | ----- |
| Atletismo | 1       | 1       | 2     |
| Natación  | 1       | 0       | 1     |
| Total     | 2       | 1       | 3     |

## Atletismo
Masculino
| Atleta          | Evento | Series    | Series   | Semifinal | Semifinal | Final     | Final     |
| Atleta          | Evento | Resultado | Posición | Resultado | Posición  | Resultado | Posición  |
| --------------- | ------ | --------- | -------- | --------- | --------- | --------- | --------- |
| Joseph Andy Lui | 100 m  | 11.17     | 4        | No avanzó | No avanzó | No avanzó | No avanzó |

Femenino
| Atleta       | Evento              | Clasificación | Clasificación | Final     | Final     |
| Atleta       | Evento              | Distancia     | Posición      | Distancia | Posición  |
| ------------ | ------------------- | ------------- | ------------- | --------- | --------- |
| Ana Po'uhila | Lanzamiento de bala | 15.80         | 29            | No avanzó | No avanzó |

## Natación
Laos clasificó un nadador por invitación de la FINA.
Masculino
| Atleta      | Evento      | Series  | Series   | Semifinal | Semifinal | Final     | Final     |
| Atleta      | Evento      | Tiempo  | Posición | Tiempo    | Posición  | Tiempo    | Posición  |
| ----------- | ----------- | ------- | -------- | --------- | --------- | --------- | --------- |
| Amini Fonua | 100 m braza | 1:03.65 | 41       | No avanzó | No avanzó | No avanzó | No avanzó |